# Chinese zonnedas
De Chinese zonnedas (Melogale moschata) is een roofdier uit de familie van de marterachtigen (Mustelidae).

## Kenmerken
Ze worden ongeveer 30-40 cm lang en wegen ongeveer 1-3 kg en zijn daarmee de kleinste van alle dassen.

## Voortplanting
De vrouwtjes krijgen meestal 2-3 jongen. Ze worden gemiddeld 13,5 jaar oud, het maximale is 17 jaar.

## Verspreiding
Deze soort komt voor in het oosten van Azië, in China en Taiwan.